# Oltre la notte
Oltre la notte (Aus dem Nichts) è un film del 2017 diretto da Fatih Akın. La protagonista è Katja Sekerci (Diane Kruger): una donna il cui marito e figlio vengono uccisi in un attentato dinamitardo. Il film si ispira liberamente all'attentato di Colonia del 9 giugno 2004, perpetrato dalla cellula terroristica neonazista Nationalsozialistischer Untergrund (NSU).

## Trama
Il film è diviso in tre atti: La famiglia, La giustizia e Il mare. Ciascun atto è sottolineato con un cartello e un video di Katja, Rocco e Nuri fatto con lo smartphone.

### La famiglia
Katja è una donna tedesca sposata con il turco Nuri Sekerci, con il quale ha avuto un figlio: Rocco. Il film si apre con il flashback del matrimonio in carcere tra Katja e Nuri, che era stato arrestato per spaccio di stupefacenti. Durante la detenzione studia economia e una volta libero apre un ufficio nel quartiere turco di Amburgo. Katja lascia il figlio Rocco all'ufficio con il marito perché deve incontrare sua sorella nel pomeriggio. Mentre Katja esce dall'ufficio del marito, una ragazza lascia la sua bici di fronte all'ufficio di Nuri, e Katja nota che non la assicura con un lucchetto: Katja quindi glielo fa notare, dicendole che molto probabilmente gliela ruberanno. La ragazza risponde che non importa poiché farà in fretta. Katja trascorre il pomeriggio in un bagno turco, ma quando rientra, scopre che c'è stato un attentato terroristico nelle vicinanze l'ufficio di Nuri: una bomba è esplosa proprio davanti all'entrata di questo e - a breve - le viene detto che sia Nuri sia Rocco hanno perso la vita. Sono le uniche due vittime. Katja rimane sconvolta e la polizia inizia subito a indagare sull'attentato, pensando che sia legato ai precedenti penali di Nuri e quindi alla criminalità organizzata. Katja si ricorda subito della ragazza che aveva lasciato la bici e ne descrive l'identikit.
Per alleviare il dolore, Katja consuma delle sostanze stupefacenti avute tramite il suo avvocato e amico di Nuri, l'italo-tedesco Danilo Fava. Durante questo periodo difficile, Katja è in compagnia dei suoi genitori, di quelli di Nuri (che vogliono portare le salme del figlio e del nipote in Turchia) e della sorella Birgit. Nel frattempo, la polizia fa una perquisizione a casa di Katja e scopre gli stupefacenti, che così viene portata alla centrale di polizia per alcune domande, anche riguardo all'attentato. Per Katja l'attentato ha matrice razzista ed è stato causato da qualche gruppo neonazista, tuttavia la polizia insiste sulla pista della droga. Ad un certo punto, visto il continuo dolore per la perdita del figlio e del marito e il non avanzare delle indagini, Katja tenta il suicidio tagliandosi le vene nella vasca da bagno. Proprio mentre sta scivolando completamente nella vasca, sente il messaggio dell'avvocato che le dice che aveva ragione: erano stati i neonazisti a piazzare la bomba per l'attentato, e quindi Katja ritrova le forze.

### La giustizia
Katja assiste al processo dei due sospettati dell'attentato: la coppia Edda e Andrè. Edda è la stessa ragazza della bici che Katja aveva incontrato il giorno dell'attentato. Danilo - l'avvocato e amico di Nuri - assiste Katja nel processo in cui lei è parte civile. Le prove sembrano schiaccianti, ma l'avvocato della coppia insiste su svariate ipotesi pur di provare l'innocenza dei due ragazzi. Il padre di Andrè testimonia e racconta della presenza di materiali per poter creare una bomba nel garage del figlio, di cui dice essere un seguace di Adolf Hitler.
Viene chiamato in causa anche un uomo greco, Nikolaos Makris, che fornisce un alibi per i ragazzi, dicendo di averli registrati in Grecia nel suo hotel, lo stesso giorno dell'attentato. Danilo cerca di smentire questa ipotesi, cercando di dimostrare una connessione tra l'uomo greco e i due ragazzi, avvenuta in precedenza in gruppi simpatizzanti per il nazismo; lo stesso Makris è, infatti, un membro di Alba Dorata, un partito neonazista. Quando Katja è chiamata a testimoniare, viene tirato fuori il suo consumo di droga e l'avvocato della coppia fa leva su questo punto, insinuando che la ragazza vista da Katja non era Edda, bensì qualcun altro. L'avvocato Danilo assicura Katja sul fatto che i due giovani attentatori saranno condannati, tuttavia il tribunale li assolve, adducendo la mancanza di prove certe della loro colpevolezza.

### Il mare
Nell'atto conclusivo del film, Katja va in Grecia e cerca Andrè e Edda per vendicarsi. Sa che sono in Grecia perché trova una loro foto online, mentre soggiornano nell'hotel dell'uomo greco chiamato a testimoniare. Katja va all'hotel ma non trova i ragazzi. La receptionist viene insospettita dalle domande di Katja che si spaccia per amica della coppia, e chiama l'uomo greco, che la riconosce e la insegue. Katja riesce a seminarlo, riuscendo poi a seguirlo fino a giungere ad una spiaggia, dove Andrè e Edda sono accampati in un camper. Katja li spia e una volta rientrata nel suo appartamento, prepara una bomba fatta nello stesso modo di quella preparata dalla coppia per l'attentato (vede gli schizzi del progetto).
Torna al camper, aspetta che i ragazzi escano per fare jogging e piazza la bomba sotto il mezzo. Poco dopo ci ripensa e riprende con sé la bomba, tornando nel suo alloggio in Grecia. Qui riceve una telefonata dell'avvocato, che le chiede di firmare per andare in appello. Katja inizialmente dice di non voler continuare, ma poi accetta di incontrarlo il giorno dopo alle 8. Cionondimeno, Katja mentre riflette guardando un video di lei, Rocco e Nuri, capisce che non può vivere senza di loro e il giorno dopo torna alla spiaggia con la bomba in uno zaino. Aspetta che Andrè e Edda rientrino nel camper dopo la corsa mattutina, poi entra anche lei e si fa esplodere insieme a loro.

## Distribuzione
Il film è stato presentato in anteprima e in concorso al Festival di Cannes 2017. È stato distribuito nelle sale cinematografiche tedesche il 23 novembre 2017, mentre in Italia è uscito il 15 marzo 2018.
Il film è stato inoltre selezionato per rappresentare la Germania ai premi Oscar 2018 nella categoria Oscar al miglior film in lingua straniera  anche se poi non è stato selezionato per la fase finale.

## Riconoscimenti
- 2017 - Festival di Cannes
  - Prix d'interprétation féminine a Diane Kruger
  - In competizione per la Palma d'oro
- 2018 - Critics' Choice Awards[4]
  - Miglior film straniero
- 2018 - Golden Globe[5]
  - Miglior film straniero